# Гуйюаньси
Гуйюаньси (кит.: 归元寺, Guīyuán Sì) — буддистський храм у місті Ухань, провінція Хубей. Його назва — слова з буддійського гімну, які означають «повернення до початку», тобто до чистоти і спокою. Надано категорію АААА серед туристичних пам'яток.

## Історія
Було засновано у 1658 році двома буддійськими ченцями Байгуаном і Чжуфеном на місці більш старого комплексу часів династії Мін. Самими роботами з будівництва керував Юцін. Було декілька періодів будівництва у 1662—1664 та 1678—1690 роках. Згодом храм неодноразово руйнувався, відновлювався і добудовувався. Особливо значного руйнування храм зазнав під час Тайпінського повстання.
Більшість нинішніх будівель датуються 1865—1895 періоду панування династії Цін. Також у 1902 році відбулися часткові реконструкції за наказом імператора Гуаньсюя. Під час Сінхайської революції 1911 року храм знову було значно пошкоджено. Відновлювальні роботи відбувалися вже в час Китайської республіки.
У 1953 році внесено до переліку культурних цінностей КНР.

## Опис
Обіймає площу 46 900 м². Являє величезний монастир-сад, що відрізняється компактним розташуванням будівель і стриманим оформленням. Всього в храмі нараховується 5 внутрішніх дворів: східний, західний, південний, південно-західний і центральний, розташування яких у плані нагадують буддійську рясу. До теперішнього часу тут налічується понад 200 приміщень.
Одна з головних визначних пам'яток Ухань. Гуйюань входить в число чотирьох найкращих храмів провінції Хубей нарівні з Баотун, Ляньси і Чженцзюе.
Величезні ворота абрикосового кольору — вхід на територію монастиря, ведуть в східний двір. Праворуч розташовано Північний двір, головною визначною пам'яткою якого є Павільйон Зборів Сутр, де на площі в 400 м² зібрана одна з найбагатших у всьому Китаї колекція буддійських текстів (понад 7 тисяч), релігійних приналежностей, живопису, каліграфії, книг, різьблення каменем, статуеток та ін.
Тут також знаходиться унікальна статуя нефритового Будди з індійськими рисами, створена в епоху Північна Вей. Павільйон Зборів Сутр було побудовано в 1669 році і зруйновано під час війни з Японією. Нинішній павільйон був побудований вже в ХХ столітті, повністю копіюючи початковий стиль й розміри.
Найвідомішим приміщенням Південного двору є Зал Архатів, що є одним з найкращих у Китаї. Його було побудовано в 1852 році, потім в воєнні роки зруйновано, в сучасному вигляді відтворено в 1902 році. Тут розташовані 500 позолочених статуй архатів (датуються 1822—1831 роками), які відрізняються яскравим та живим виглядом. Неможливо знайти двох з однаковим виразом обличчя або в однаковій позі. Деякі з них сидять або стоять, інші — читають або розмірковують, а деякі просто перебувають в радісному або сумному настрої. Їх зріст як у людини, а вага — не більше 25 кг.
Підрахунок архатів є одним з улюблених занять мешканців Ухань і гостей міста. Вважається, що таким чином можна дізнатися свою долю на нинішній рік. Увійшовши до зали, чоловіки рухаються ліворуч, а жінки праворуч і рахують кількість архатів, відповідно їхньому віку. Вважається, що той архат, який відповідає твоєму року життя скаже тобі все. Оскільки в залі фотографувати категорично заборонено, то можна запам'ятати порядковий номер архата і на виході за кілька юанів купити картку з його зображенням.
У центральному дворі розташовано Залу Дасюн Баодянь зі статуєю Будди Шак'ямуні, найбільшою в монастирі. Поруч з ним лежить лев — одне з минулих втілень Шак'ямуні. За ними містяться статуї Гуаньїнь і інших будд та бодхисаттв. Залу було зведено у 1661 році і перебудовано в 1908 році.
Також у монастирі знаходиться величезна, 105-тонна статуя Будди з білого каменю, що є подарунком Бірми в 1935 році. Іншим відомим місцем є вегетаріанський ресторан, де подають страви, приготовані за місцевими рецептами.
Храм привертає до себе безліч віруючих, туристів, сюди приїжджають і високопоставлені особи, глави держав і урядів. Гуйюань перебуває під охороною держави.